# عيد الجلاء (مصر)
عيد الجلاء، مناسبة تحتفل بها في مصر في يوم 18 يونيو، وهو تاريخ جلاء آخر جندي بريطاني عن الأراضي المصرية في 18 يونيو 1956 نتيجة اتفاقية الجلاء بين مصر وبريطانيا قد كان صمود الشعب المصري سبباً في هذا العيد.

## معرض الصور

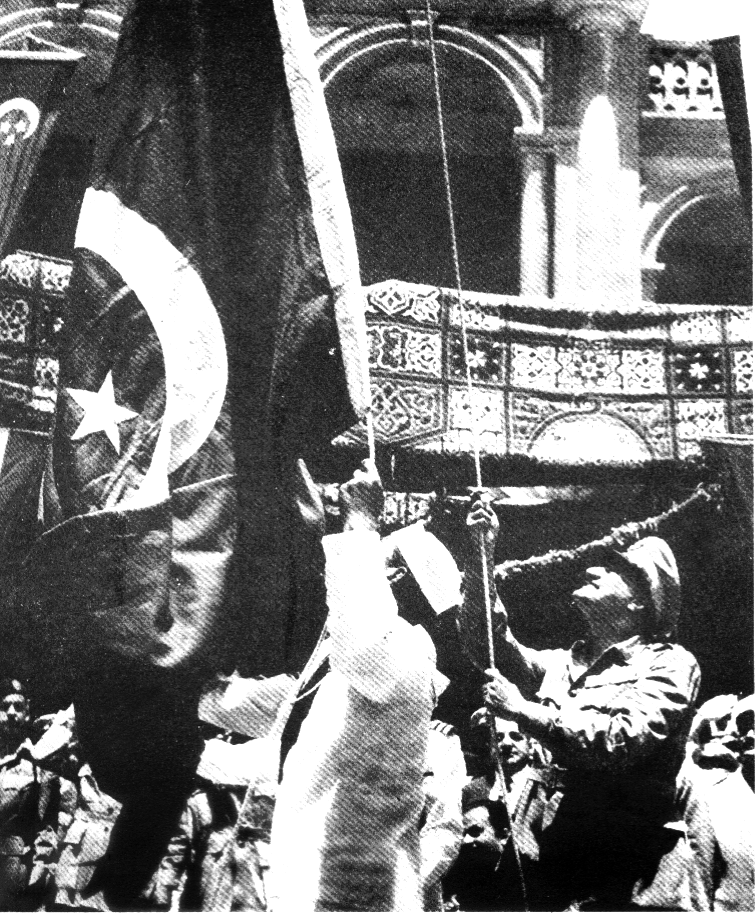
جمال عبد الناصر يرفع علم مصر بعد جلاء الإنجليز من بورسعيد عام 1956.